# Przsevalszkij-ló
A Przsevalszkij-ló (Equus ferus przewalskii), más néven ázsiai vadló vagy mongol vadló, illetve takhi a vadló egyetlen máig élő alfaja, a házi ló legközelebbi vadon élő rokona. A tudományos szakirodalomban Przewalski-ló néven honosodott meg.
Napjaink „legvadabb” lova, mivel az amerikai musztángok elvadult állatok, olyan lovak, melyeket már egyszer háziasítottak, de elszöktek és így nyerték vissza jelenlegi vad állapotukat. A Przsevalszkij-lovat viszont soha nem háziasították sikeresen, és napjainkban is megmaradt igazi vadlónak. Valaha számtalan olyan lóféle élt, melyeket nem sikerült háziasítani, ideértve a tarpánt, az onagert és más fajokat. De legtöbbjük mára kihalt, és a Przsevalszkij-ló az egyetlen igazi vadló a világon. Ennek az állításnak azonban ellentmond egy 2018. februárban közzétett, lóleleteken végzett DNS-vizsgálati eredmény, amely szerint a Przsevalszkij-lovak ősei a mai Kazahsztán területén 5500 éve élt botaji nép háziasított lovai voltak.

## Története
Nevét egy orosz tábornokról, Nyikolaj Przsevalszkijról kapta, aki 1881-ben elsőként írta le a természettudomány számára, miután egy expedíció során rátalált a létezéséről szóló beszámolók alapján. Ivan Szemjonovics Poljakov, aki megállapította, hogy az állat ténylegesen egy vadlófaj, adta a hivatalos nevet, az Equus przewalskii-t (Poliakov, 1881). Azonban a szakemberek véleménye megoszlik a faj besorolásáról. Néhányan úgy tartják, hogy különálló fajról, az utolsó vadlóról (Equus ferus) van szó, mások szerint ez az Equus caballus egy alfaja. A kérdésre akkor találjuk meg a választ, ha megleljük a házi és a Przsevalszkij-lovak közös ősét. Habár a Przsevalszkij-lónak 66 kromoszómája van, amíg a házi lónak csak 64, a Przsevalszkij-ló és a házi ló keresztezhető, melyből 65 kromoszómájú termékeny csikók jönnek világra.
Egy 2005-ben végzett egyedszámlálás szerint ezen lovak populációja a világon körülbelül 1500 egyedet számlál, mindegyik attól a 31 lótól származik, mely 1945-ben már fogságban élt, melyek nagyobb része az 1900 körül elfogott kb. 15 példánytól eredt. A londoni zoológusok és a mongol tudósok együttműködésére létrejött vállalkozás eredményeként az állatkertben élő lovakat sikeresen visszatelepítették a mongol vadvilágba, és 2005-re a szabadon élő egyedek száma már elérte a 248-at. 2001-től kezdve Kína Hszincsiang tartományába is megkezdték a visszatelepítésüket.
Sok lovat fogott be Carl Hagenbeck 1900 körül, melyeket azután állatkertekbe szállítottak. A feljegyzések szerint ezeknek az állatoknak kb. tizenkét-tizenöt leszármazottjától ered a mai populáció.
A természetes populáció a 20. században kezdett csökkenni a rengeteg gyár megépülése miatt, míg a Mongóliában élő vad populáció az 1960-as években pusztult ki. Az utolsó ménest 1967-ben látták, az utolsó egyedet pedig 1969-ben. Az ezután indított expedíciók során már nem találtak egy lovat sem és több mint harminc évre a „vadonból kihaltnak” tekintették. 
1945 után már csak két fogságban tartott populáció maradt az állatkertekben: Münchenben és a Prágai Állatkertben. A legértékesebb csoportot Aszkanyija-Novában német katonák lőtték le, és az USA-ban tartott csapat is kipusztult mára.
1977-ben Jan és Inge Bouman megalapította a Przsevalszkij-ló visszatelepítési és megóvási programot, mely a világ állatkertjeiben fogságban élő populációk közötti cserére szerveződött a beltenyészet csökkentése érdekében, és később maga a szaporítóprogram is megkezdődött. 1992-ben tizenhat lovat engedtek szabadon Mongólia vadvidékein, melyeket később további állatok követtek. Ezek a visszatelepített lovak sikeresen szaporodtak, és így az állatok státusza a „vadonból kihaltról” „veszélyeztetetté” vált 2005-re.
A visszatelepítési terület helyén 1998-ban megalakult a Hustai Nemzeti Park, amely a honlapjuk tanúsága szerint 2008-ban – a nemzetközi visszatelepítési programnak köszönhetően – már 220 példánnyal dicsekedhetett.

### Egyéb próbálkozások a Przsevalszkij-ló feltámasztására

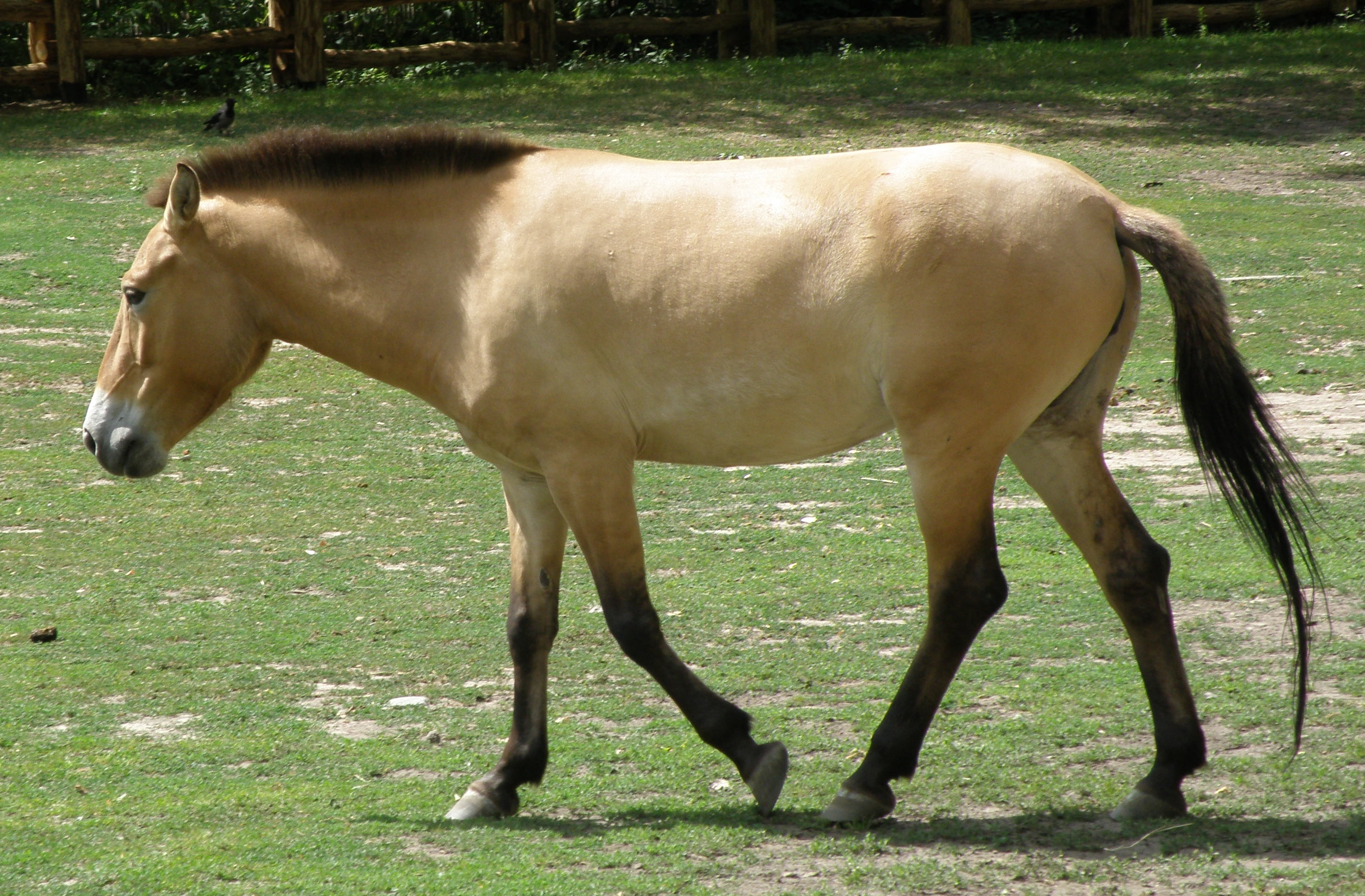

A világ legnagyobb Przsevalszkij-ló szaporítóprogramja Ukrajnában, Aszkanyija-Novában folyik. Több tucat Przsevalszkij-lovat engedtek szabadon a csernobili atomkatasztrófa során kiürült területre. A BBC 2011. július végi tudósítása azonban arról számolt be, hogy az orvvadászok miatt jelentősen fogyatkozik a számuk.
Szabadon élő állatok populációjának kutatása folyik a Hortobágyi Nemzeti Parkban, Magyarországon; ezen állatok közösségi viselkedésének, betegségeinek stb. kutatása segíti a mongol kutatókat a lovak fennmaradására tett erőfeszítéseiben.
A Smithsonian Conservation Biology Institute szerint a Przsevalszkij-ló mintegy 1500 példánya él a világ állatkertjeiben és vadasparkjaiban:
Egy kisebb populáció él a Monartói Állatkertben, Murray Bridge-ben, Dél-Ausztráliában. Ezen lovak közül három legelészik jelenleg egy 12 holdnyi (5 hektáros) területen a Clocaenog-erdőben, Észak-Walesben, mely egy ősi újkőkorszaki vagy vaskori település helyén fekszik. A lovak 2004-ben kerültek oda. A brit Erdészeti Hivatal azt reméli, hogy segíthet a vaskori tájkép újjáélesztésében, amikor ezek az állatok egész Britannia területén szabadon kószáltak.
Magyarországon, Hortobágy-Petnezugon él a világ legnagyobb ismert származású félvad állománya.  Hortobágyról származik a Szalafő-Pityerszeri bölényrezervátum vadló állománya is. 
A Przsevalszkij-ló kilencfős csoportja él a Zürich melletti Langenbergi Vadasparkban. Szintén él néhány példány a San Diegó-i Állatkert vadasparkjában, a chicagói Brookfield Állatkertben, s a Prágai Állatkertben is.
2011. június közepén a Prágai Állatkert négy lovat (egy mént és három kancát) szállított Mongólia nyugati részére. A programban szerepel a vadőrállomás megépítése és a helyi kórház felszerelése is. Az állatkert 3,5 millió koronát (39 millió forintot) kapott a Cseh Fejlesztési Ügynökségtől a visszatelepítés költségeire.

## Jellemzői

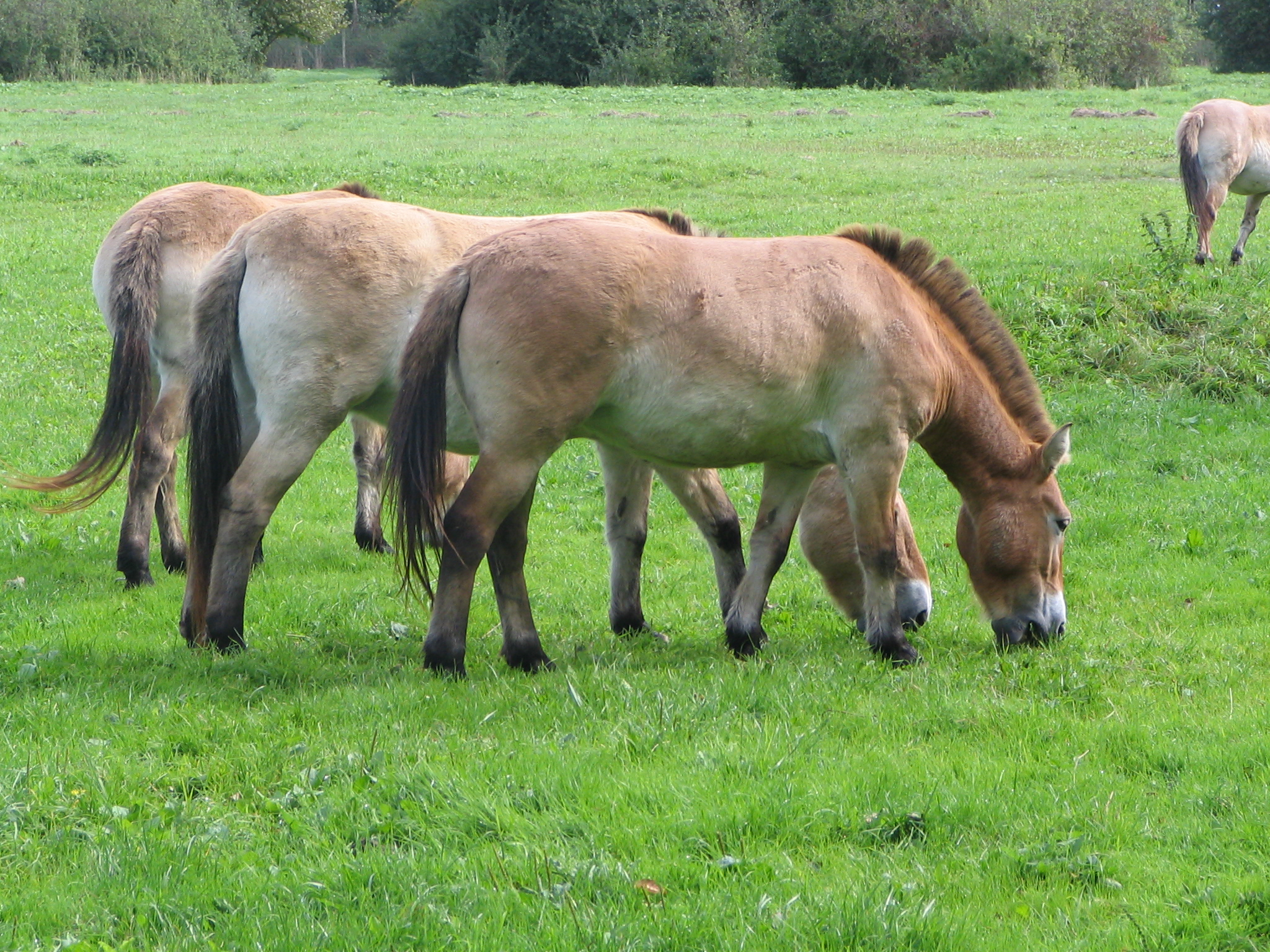
Przsevalszkij-lovak

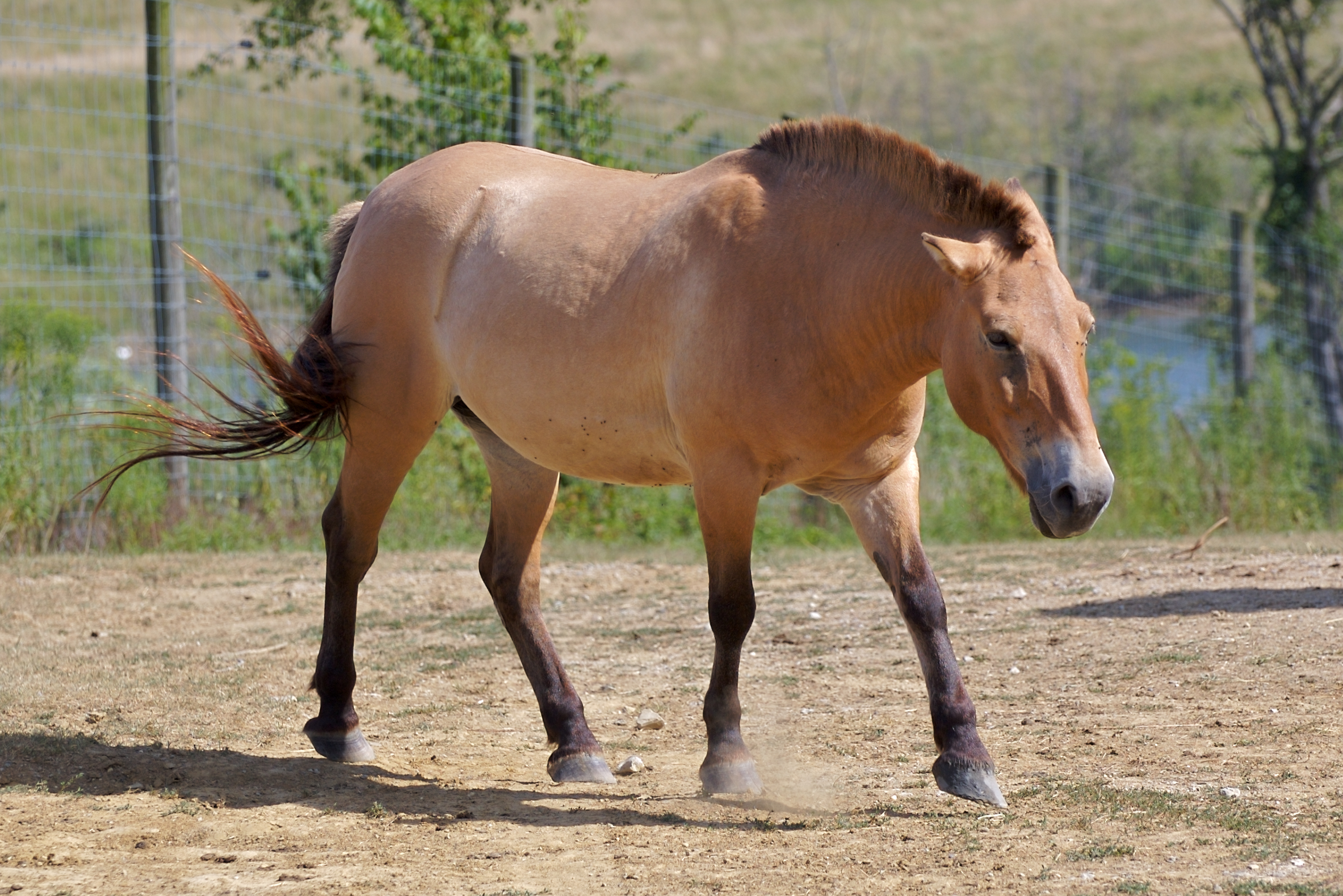
Przsevalszkij-ló

A Przsevalszkij-ló a háziasított lóhoz képest zömök testfelépítésű és rövid lábai vannak. Általában 1,4 méter magas és 2,1 m hosszú, a farok hossza 90 cm. Testtömege kb. 350 kg. A szőrzet színe fakó. A sörény (mely felfelé mered) körüli rész sötétbarna, a horpasz fakóbarna, a hastájék pedig sárgásfehér színű. A Przsevalszkij-ló lábai gyakran halványan csíkozottak. A háton hátszíj található.
A vadonban a Przsevalszkij-lovak csoportokban élnek, melyek egy domináns ménből, néhány kancából és azok csikóiból állnak. Minden csoport jól elhatárolható területtel rendelkezik; ezen a területen belül a ménes naponta három-hat mérföldet tesz meg, eközben az állatok legelnek, isznak, sót nyalnak, alszanak és dagonyáznak. Éjszaka a ménes összegyűlik és kb. négy órát alszik. Érdekes, hogy a csoportokat, az úgy nevezett „háremeket”, a domináns kanca vezeti. A domináns mén a hárem „sereghajtója”. Meneküléskor két lehetőség van: ha a mén kancáinak nincsenek csikói, akkor veszély esetén a csődör megy elől, a kancái csak utána libasorban haladhatnak. A másik lehetőség, ha a kancának csikói vannak: akkor a domináns kanca megy legelöl, utána a többi kanca. Mögöttük a csikók, és a végén a domináns mén menekül. A csődör figyeli, illetve ösztökéli őket a menekülésre, ha azok elfáradnak. A Przsevalszkij-lovak kizárólag libasorban menekülnek el.
A kancacsikók és méncsikók egyaránt elhagyják a szülőcsoportot, amikor elérik az ivarérett kort. Gyakran a domináns mén űzi el őket. A kancacsikók általában új ménest keresnek, melyhez csatlakozhatnak és amelyben ezt követően szaporodhatnak. A méncsikók általában összeállnak és egy vagy két évet kisebb hímcsapatokban töltenek el. Körülbelül 5 éves korukra a mének elhagyják a hímcsapatot, és megpróbálnak szert tenni egy már létező ménesre, megküzdve a domináns ménnel, vagy elhajtanak egy vagy több kancát egy másik mén háreméből, vagy a csatangoló fiatal kancacsikókat gyűjtik maguk köré.

## Érdekességek
A ló sajátossága különösen értékes a vadászok számára. A ló megeszi a füvet, és a szájában felszabadul a klorofill a fű kloroplasztiszaiból, létrehozva ezzel egy vastag, zöld nyálkahártyát, mely a torok hátsó részén található. A vadászok ezért a nyálkahártyáért vadásztak a lovakra, melyről úgy gondolták, hogy megóv a vírusoktól, melyek akkoriban gyorsan terjedtek a fajok között.
Ez a faj egyedülálló a 66 kromoszómájával, hiszen az összes többi ma élő lónak 64 van ebből a sejtekbe írott ,,recept’’-ből, ami minden élőlény sajátja.